# Eduardo Fajardo
Eduardo Martínez Fajardo (Meis, 14 agosto 1924 – Città del Messico, 4 luglio 2019) è stato un attore e doppiatore spagnolo.

## Biografia
Dal 1947 al 2002 in più di 180 film, viene ricordato per aver partecipato a vari spaghetti western. Il suo ruolo più famoso è quello dello spietato maggiore Jackson, antagonista principale nel capolavoro di Sergio Corbucci, Django. Ha anche affiancato Paolo Villaggio e Vittorio Gassman in Che c'entriamo noi con la rivoluzione? (1972).

## Filmografia parziale

### Cinema
- Héroes del 95, regia di Raúl Alfonso (1947)
- Don Chisciotte della Mancia (Don Quijote de la Mancha), regia di Rafael Gil (1947)
- El santuario no se rinde, regia di Arturo Ruiz Castillo (1949)
- La leonessa di Castiglia (La leona de Castilla), regia di Juan de Orduña (1951)
- Il segreto di Cristoforo Colombo (Alba de América), regia di Juan de Orduña (1951)
- I due toreri, regia di Giorgio Simonelli (1964)
- Gli eroi di Fort Worth, regia di Alberto De Martino (1965)
- Una bara per lo sceriffo, regia di Mario Caiano (1965)
- La grande notte di Ringo, regia di Mario Maffei (1965)
- Erik il vichingo, regia di Mario Caiano (1965)
- Ringo, il volto della vendetta, regia di Mario Caiano (1966)
- Un colpo da mille miliardi, regia di Paolo Heusch (1966)
- Gringo, getta il fucile! (El aventurero de Guaynas), regia di Joaquín Luis Romero Marchent (1966)
- Django, regia di Sergio Corbucci (1966)
- Agente 3S3 - Massacro al sole, regia di Sergio Sollima (1966)
- Killer adios, regia di Primo Zeglio (1967)
- Come rubare la corona d'Inghilterra, regia di Sergio Grieco (1967)
- Colpo maestro al servizio di Sua Maestà britannica, regia di Michele Lupo (1967)
- Gentleman Jo... uccidi, regia di Giorgio Stegani (1967)
- Il tempo degli avvoltoi, regia di Nando Cicero (1967)
- Tutto per tutto, regia di Umberto Lenzi (1967)
- 7 pistole per un massacro, regia di Mario Caiano (1968)
- Una pistola per cento bare, regia di Umberto Lenzi (1968)
- Il mercenario, regia di Sergio Corbucci (1968)
- ...E intorno a lui fu morte, regia di León Klimovsky (1968)
- Ad uno ad uno... spietatamente, regia di Rafael Romero Marchent (1968)
- O' Cangaceiro, regia di Giovanni Fago (1969)
- Tempo di Charleston, regia di Julio Diamante (1969)
- La battaglia d'Inghilterra, regia di Enzo G. Castellari (1969)
- Cinque figli di cane, regia di Alfio Caltabiano (1969)
- Vamos a matar compañeros, regia di Sergio Corbucci (1970)
- Un uomo chiamato Apocalisse Joe, regia di Leopoldo Savona (1970)
- Il tuo dolce corpo da uccidere, regia di Alfonso Brescia (1970)
- Shango, la pistola infallibile, regia di Edoardo Mulargia (1970)
- Arriva Sabata!..., regia di Tulio Demicheli (1970)
- Crystalbrain - L'uomo dal cervello di cristallo (Transplante de un cerebro), regia di Juan Logar (1970)
- Viva la muerte... tua!, regia di Duccio Tessari (1971)
- Anda muchacho, spara!, regia di Aldo Florio (1971)
- L'araucana, massacro degli dei (La Araucana), regia di Julio Coll (1971)
- E continuavano a fregarsi il milione di dollari, regia di Eugenio Martín (1971)
- Il lungo giorno della violenza, regia di Giuseppe Maria Scotese (1971)
- Tedeum, regia di Enzo G. Castellari (1972)
- Il coltello di ghiaccio, regia di Umberto Lenzi (1972)
- La banda J. & S. - Cronaca criminale del Far West, regia di Sergio Corbucci (1972)
- Quando Marta urlò dalla tomba (La mansión de la niebla), regia di Francisco Lara Polop (1972)
- Lisa e il diavolo, regia di Mario Bava (1973)
- Tequila!, regia di Tulio Demicheli (1973)
- Che c'entriamo noi con la rivoluzione?, regia di Sergio Corbucci (1973)
- Tutti per uno botte per tutti, regia di Bruno Corbucci (1973)
- Il consigliori, regia di Alberto De Martino (1973)
- Un tipo con una faccia strana ti cerca per ucciderti (Ricco), regia di Tulio Demicheli (1973)
- Quel ficcanaso dell'ispettore Lawrence (Los mil ojos del asesino), regia di Juan Bosch (1974)
- Simone e Matteo - Un gioco da ragazzi, regia di Giuliano Carnimeo (1975)
- Pubertà (Las adolescentes), regia di Pedro Masó (1975)
- L'assassino è costretto ad uccidere ancora, regia di Luigi Cozzi (1975)
- La casa dell'esorcismo, regia di Mario Bava (1975)
- Malocchio, regia di Mario Siciliano (1975)
- Storia di arcieri, pugni e occhi neri, regia di Tonino Ricci (1976)
- Il cacciatore di squali, regia di Enzo G. Castellari (1979)
- Incubo sulla città contaminata, regia di Umberto Lenzi (1980)
- Buitres sobre la ciudad, regia di Gianni Siragusa (1980)
- L'oasi degli zombi (La tumba de los muertos vivientes), regia di Jesús Franco (1982)
- Morte in Vaticano, regia di Marcello Aliprandi (1982)
- Il giustiziere della strada, regia di Giuliano Carnimeo (1983)
- Yellow Hair and the Fortress of Gold, regia di Matt Cimber (1984)

## Doppiatori italiani
Nelle versioni italiane dei film a cui ha preso parte, Eduardo Fajardo è stato doppiato da:
- Arturo Dominici in E continuavano a fregarsi il milione di dollari, La banda J. & S. - Cronaca criminale del Far West, Lisa e il diavolo, Che c'entriamo noi con la rivoluzione?, Tutti per uno botte per tutti, Quel ficcanaso dell'ispettore Lawrence, Simone e Matteo - Un gioco da ragazzi, L'assassino è costretto ad uccidere ancora, La casa dell'esorcismo
- Renato Turi in Gringo getta il fucile!, Come rubare la corona d'Inghilterra, O' Cangaceiro, Il tuo dolce corpo da uccidere, Viva la muerte... tua!
- Alessandro Sperlì in Una bara per lo sceriffo, Ringo il volto della vendetta, Un colpo da mille miliardi, La battaglia d'Inghilterra, Quando Marta urlò dalla tomba
- Glauco Onorato in I due toreri, Colpo maestro al servizio di Sua Maestà britannica, Tutto per tutto, Shango la pistola infallibile, Tequila!
- Bruno Persa in Django, Agente 3S3 - Massacro al sole, Il mercenario
- Emilio Cigoli in La grande notte di Ringo, Un uomo chiamato Apocalisse Joe
- Giuseppe Rinaldi in Il segreto di Cristoforo Colombo
- Rolf Tasna in Erik il vichingo
- Vittorio Sanipoli in Gentleman Jo... uccidi
- Michele Malaspina in Il tempo degli avvoltoi
- Sergio Tedesco in 7 pistole per un massacro
- Giorgio Piazza in Ad uno ad uno... spietatamente
- Carlo D'Angelo in Cinque figli di cane
- Carlo Alighiero in Vamos a matar compañeros
- Michele Gammino in Arriva Sabata!...
- Gianni Bonagura in Crystalbrain - L'uomo dal cervello di cristallo
- Virginio Gazzolo in Anda muchacho spara!
- Antonio Guidi in Il lungo giorno della violenza
- Enzo Tarascio in Il coltello di ghiaccio
- Luciano De Ambrosis in Un tipo con una faccia strana ti cerca per ucciderti
- Giorgio Gusso in Morte in Vaticano